# Vettore d'onda
In fisica il vettore d'onda k è un vettore relativo ad un'onda, che ha come modulo il numero d'onda angolare k, come direzione e verso quelli della propagazione dell'onda.  Per cui si ha che:
{\displaystyle {\vec {\mathbf {k} }}={\frac {2\pi }{\lambda }}{\hat {\mathbf {v} }}}
in cui {\displaystyle {\hat {\mathbf {v} }}} è il versore dell'onda considerata. Per quanto riguarda il modulo del vettore d'onda si ha che:
{\displaystyle |{\vec {\mathbf {k} }}|={\frac {2\pi }{\lambda }}=2\pi {\bar {\nu }}}
Da questa equazione si deduce anche la relazione che intercorre tra lunghezza d'onda {\displaystyle \lambda } e numero d'onda {\displaystyle {\bar {\nu }}={\frac {1}{\lambda }}} .
Esprimendo il vettore d'onda k in funzione della velocità della luce {\displaystyle c}, dalla relazione della lunghezza d'onda
{\displaystyle f\lambda =c}
risulta 
{\displaystyle |{\vec {\mathbf {k} }}|={\frac {2\pi }{\lambda }}={\frac {2\pi f}{c}}={\frac {\omega }{c}}}
dove si è tenuto conto della relazione {\displaystyle 2\pi f=\omega }, che lega la velocità angolare {\displaystyle \omega } alla frequenza {\displaystyle f}.

## Descrizione
Si consideri un'onda piana. L'ampiezza {\displaystyle \psi } dell'oscillazione in un punto {\displaystyle x} lungo l'asse {\displaystyle X} al tempo {\displaystyle t} è
{\displaystyle \psi (x,t)=A\cos(kx-\omega t+\phi )}
dove {\displaystyle A} è l'ampiezza massima, {\displaystyle k} il numero d'onda angolare, {\displaystyle \omega } la velocità angolare e {\displaystyle \phi } la costante di fase.
Si può facilmente estendere la formula per valutare l'ampiezza dell'oscillazione in qualsiasi punto dello spazio tridimensionale, usando il prodotto scalare del vettore d'onda {\displaystyle {\vec {\mathbf {k} }}} con il vettore posizione {\displaystyle {\vec {\mathbf {r} }}}:
{\displaystyle \psi ({\vec {\mathbf {r} }},t)=A\cos({\vec {\mathbf {k} }}\cdot {\vec {\mathbf {r} }}-\omega t+\phi )}
| Controllo di autorità | GND (DE) 4342436-3 |